# Editor audio
L'editor audio è un programma software creato specificamente per l'audio digitale ed usato per eseguire il montaggio di tracce (editing audio ) e di tutto ciò che riguarda la registrazione, la creazione e/o la modifica dell'audio in regime digitale, usando un PC.
In genere, l'interfaccia di lavoro, visibile tramite uno o più schermi e display, ricalca le sembianze dei grandi sistemi analogici tipici degli studi di registrazione, con ad esempio le stesse manopole e cursori di regolazione, ecc. Tuttavia, l'esperienza pratica potrebbe risultare meno diretta, rispetto allo stesso lavoro svolto in ambito analogico (non-virtuale), ma nell'insieme è molto più potente, nelle infinite possibilità offerte.

## Principali caratteristiche
Gli editor audio dispongono di varie funzioni che consentono di modificare le tracce nel tempo e nelle dinamiche, ricostruendo anche il disegno dell'onda, con finezze di 1 singolo sample. Le modifiche principali che generalmente può eseguire un editor audio sono:
- registrare audio da una o più fonti e salvare la registrazione nella memoria di un computer sotto forma di audio digitale;
- eseguire copie e duplicazioni, tagli e montaggi, cambi di velocità, cambi di tonalità, creare dissolvenze in ingresso e in uscita (ad esempio eliminare gli applausi durante una registrazione dal vivo) o creare una dissolvenza incrociata fra la fine di un brano e l'inizio del successivo;
- miscelare fra loro sorgenti sonore o tracce preregistrate diverse, combinandole a diversi livelli sonori e indirizzandole sui vari e diversi canali audio in uscita (per esempio su due canali stereo, su sei canali in Dolby Digital, ecc.);
- applicare effetti sonori tramite DSP software, tipo compressione, espansione, flanging, riverbero, equalizzazione, ecc., oppure modificare i file con riduzione del rumore, normalizzazione, ecc. ed anche riparare parti, gruppi e fino a singoli sample del file audio;
- convertire fra differenti formati audio o fra differenti livelli qualitativi di suono;
- riprodurre l'audio registrato inviandolo ad uno o più apparati di uscita, come altoparlanti, processori addizionali o altri apparati di registrazione.

Molte di queste modifiche possono essere apportate in diretta (real-time ), durante la registrazione, o in differita, ad un file pre-registrato, ed in maniera "non lineare" (cioè su copie digitali dell'originale) e quindi in modo non distruttivo per la fonte di origine, oppure anche in maniera invasiva, modificando il file originale.
Infine, quasi tutti i software per l'editing audio dispongono della capacità di effettuare misurazioni di vari tipi, come i livelli audio (es: VU-meter) più semplici o l'estrazione e la visualizzazione di una frequenza fondamentale, oppure i battiti tipici del brano musicale, più altre funzioni di analisi aggiuntive più precise, come i visualizzatori di spettrogramma, fino ad arrivavre a completi strumenti di levelling, ecc.